# جوش بارد
جوش بارد (بالإنجليزية: Josh Bard) هو لاعب كرة قاعدة أمريكي، ولد في 30 مارس 1978 في إثاكا في الولايات المتحدة.

## وصلات خارجية
- جوش بارد على موقع دوري كرة القاعدة الرئيسي (الإنجليزية)
- جوش بارد على موقعبيزبول رفرنس.كوم (الدوري الرئيسي) (الإنجليزية)
- جوش بارد على موقعبيزبول رفرنس.كوم (الدوري الثانوي) (الإنجليزية)
- جوش بارد على موقع إي إس بي إن.كوم (أم.أل.بي) (الإنجليزية)
- جوش بارد على موقع مشجعي الرسوم البيانية (الإنجليزية)